# Voivozi (gmina Șimian)
Voivozi – wieś w Rumunii, w okręgu Bihor, w gminie Șimian. W 2011 roku liczyła 453 mieszkańców.